# Hoklo
Los hoklo o hokkien (pe̍h-ōe-jī, Ho̍h-ló- lâng) son un grupo étnico sinítico, hablantes de idioma hokkien cuyo origen está en el sureste de Fujian y son conocidos por varios endónimos u otros términos relacionados como pueblo banlam (minnan) (en chino, 閩南儂; pe̍h-ōe-jī, Bân- lâm-lâng) o pueblo hokkien (en chino, 福建儂; pinyin, Hok-kiàn-lâng).  Existen importantes poblaciones de ultramar en Taiwán, Malasia, Singapur, Indonesia, Brunéi y en América.

## Etimología
En Taiwán, hay tres formas comunes de escribir Hoklo en caracteres chinos, aunque ninguna se ha establecido como etimológicamente correcta:
- en chino, 福佬; literalmente, ‘gente de Fujian’ erróneamente utilizado por los forasteros para enfatizar su conexión nativa con la provincia de Fujian. No es una transliteración exacta en términos del propio Hokkien aunque puede corresponder a un uso real en Hakka.
- en chino, 河洛; literalmente, ‘Río Amarillo y Río Luo’ enfatiza su supuesta larga historia originaria de la zona al sur del río Amarillo. Este término no existe en hokkien. La transliteración es una etimología popular fonológicamente inexacta, aunque la pronunciación en mandarín Héluò se ha impuesto gracias a la propagación de la inexacta transliteración.[2]
- en chino, 鶴佬; literalmente, ‘gente grulla’ hace hincapié en la pronunciación moderna de los caracteres (sin tener en cuenta el significado de los caracteres chinos); fonológicamente es preciso.

Por su parte, los hoklo se autoidentifican como en chino, 河老; literalmente, ‘viejos del río’.
En hakka, Teochew y cantonés, Hoklo puede escribirse como Hoglo (學佬).
A pesar de las múltiples formas de escribir hoklo en chino, el término holo  (pe̍h-ōe-jī, Ho̍h-ló) se utiliza en Taiwán para referirse al idioma (hokkien taiwanés), y a las personas que lo hablan.